# Sant Serni de Montesquiu
Sant Serni o Sant Sadurní de Montesquiu és una església romànica del poble de Montesquiu, dins de l'antic terme d'Orcau, de l'actual municipi d'Isona i Conca Dellà.

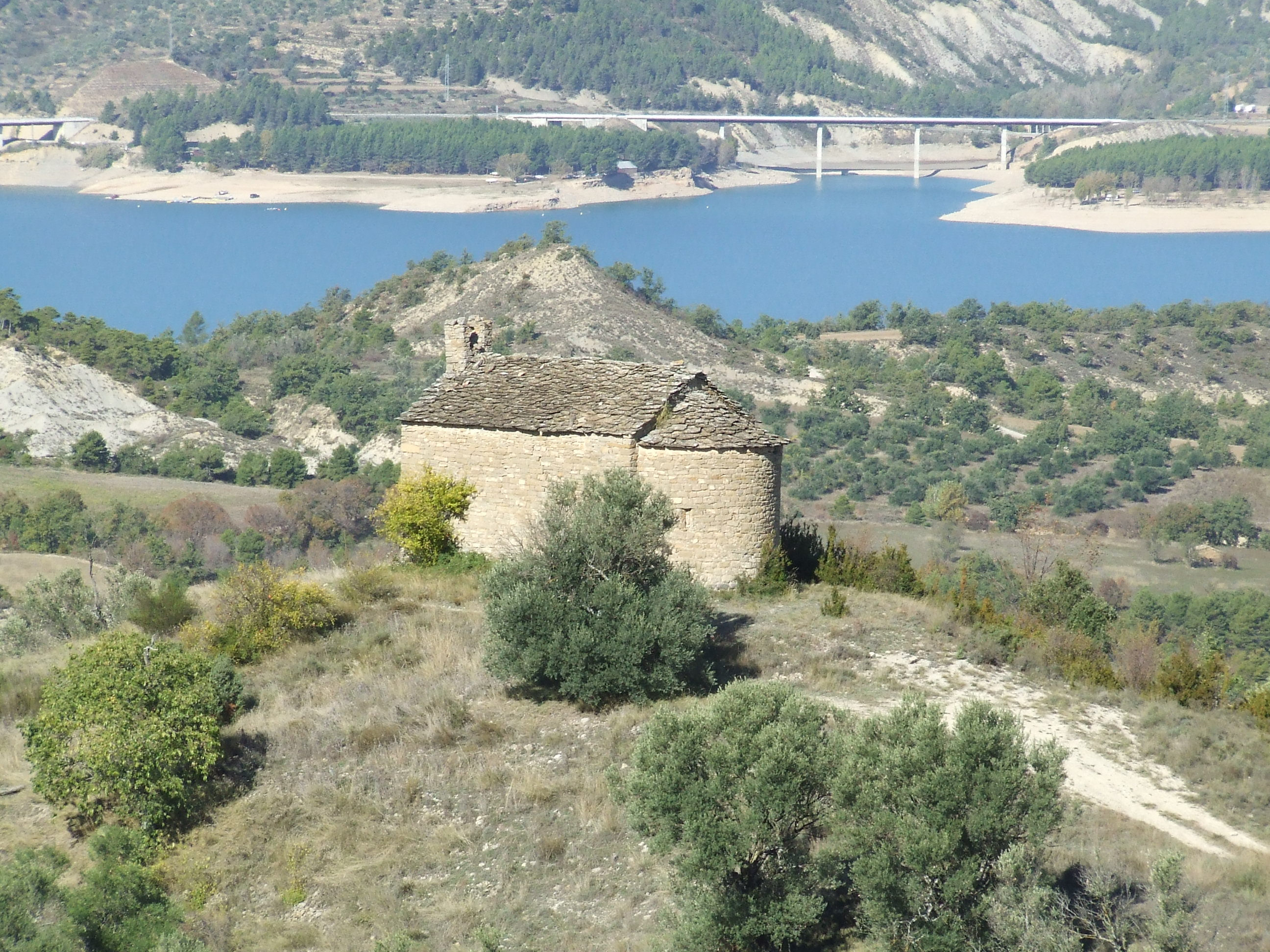
L'església de Sant Serni de Montesquiu

Al llarg de la història, fins i tot entre els estudiosos locals, és freqüent la confusió entre aquesta església, situada uns 300 metres al nord-oest del petit nucli de Montesquiu, amb la parroquial de Sant Urbà, de vegades també anomenada de Sant Serni. Aquesta església sembla que no ha estat mai parroquial, sinó que era una capella lligada amb la casa Regant.
És un edifici de nau única, coberta amb volta de canó i amb absis semicircular a llevant, com la major part d'esglésies romàniques. A l'absis hi ha només una finestra, que mira cap al sud, per tal de donar més llum a l'interior. La porta és a ponent, i té un portal senzill amb dovelles de pedra tosca. L'aparell de la resta de l'església és de petits carreus no gaire regulars. Deu tractar-se d'una oba molt senzilla del romànic rural del segle xii.

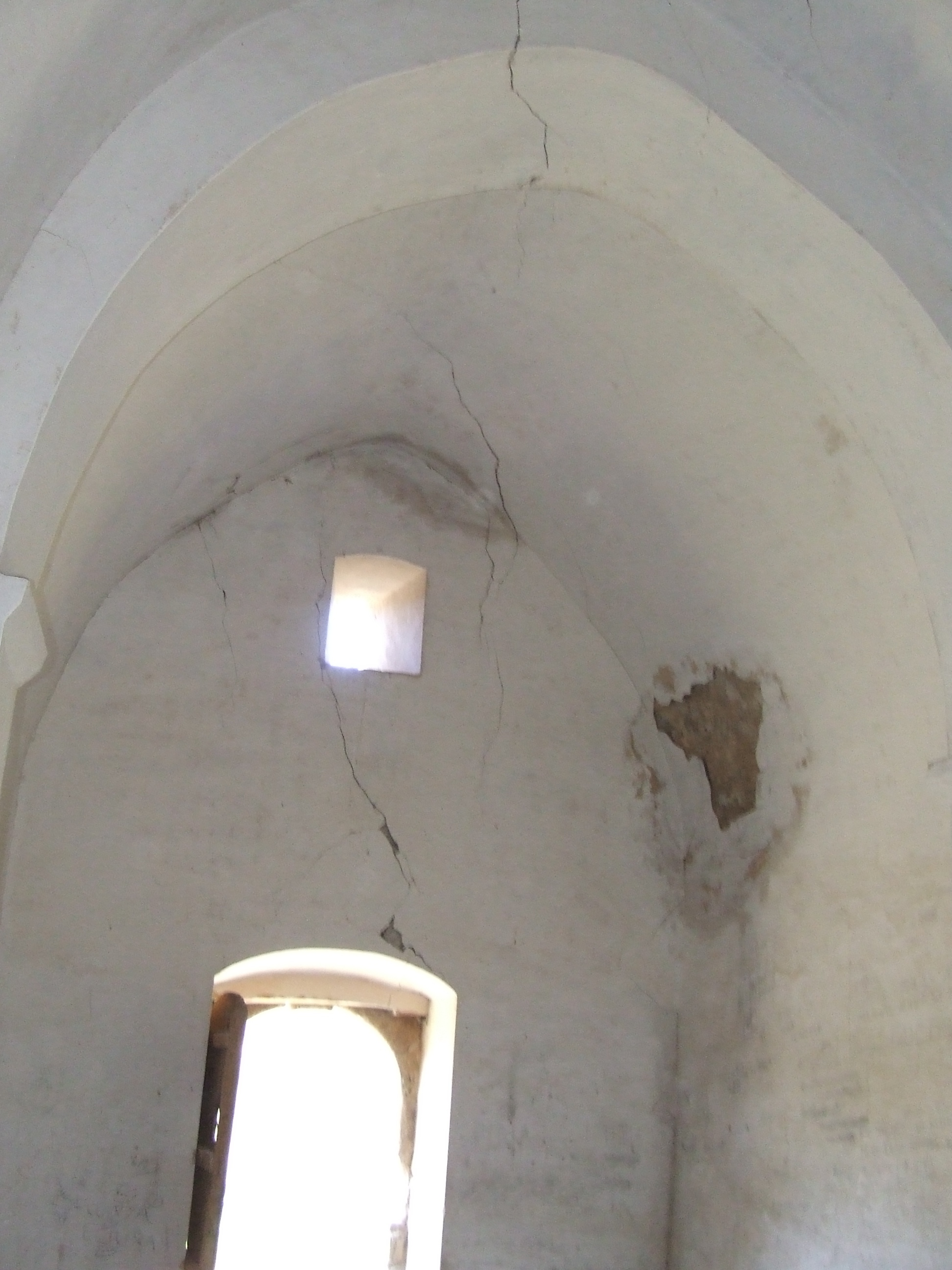
Peus de la nau, amb volta romànica apuntada

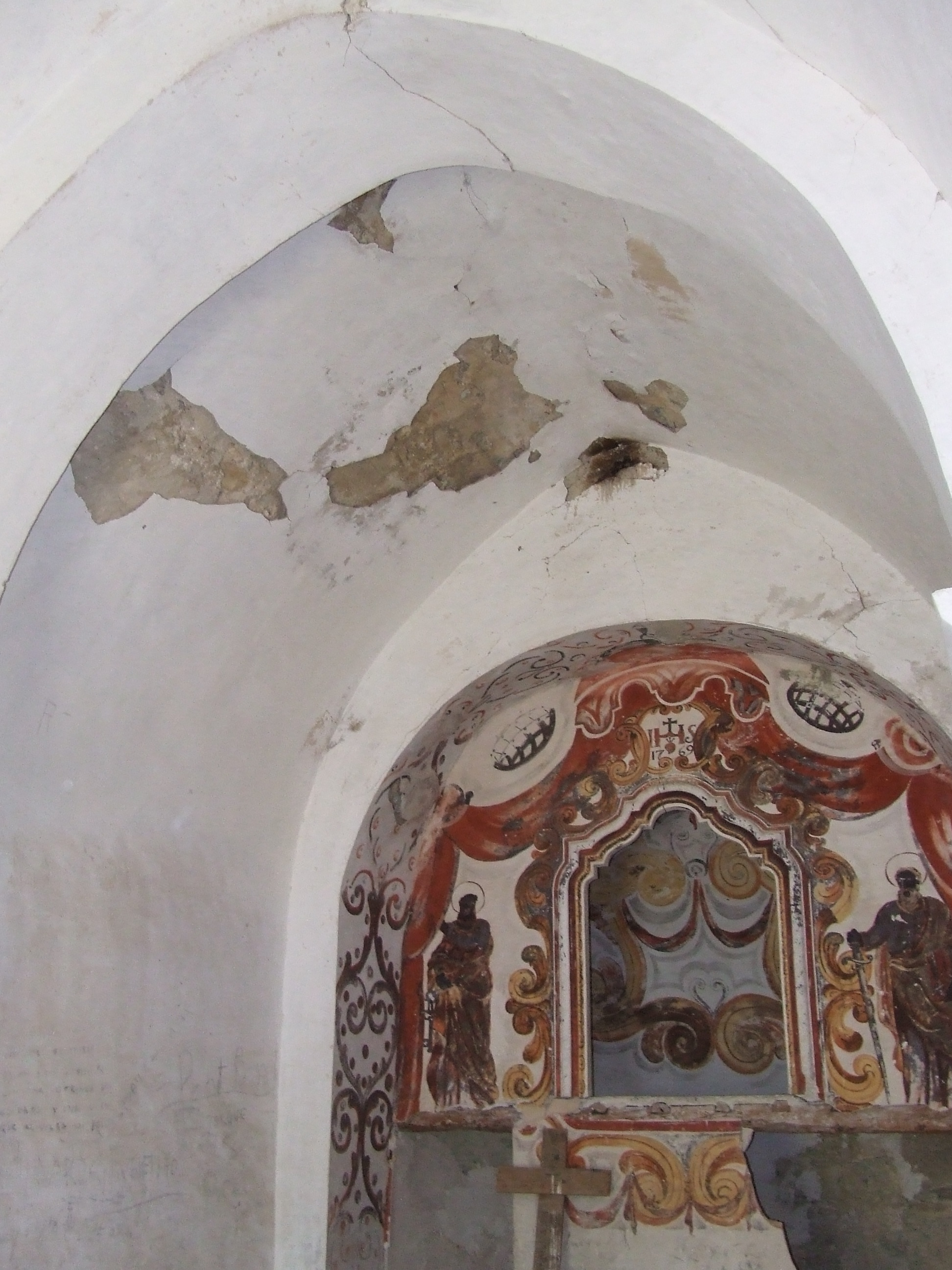
La capçalera, amb pintures murals barroques